# Laura Unsworth
Laura Emma Unsworth (Sutton Coldfield, 8 maart 1988) is een Engelse hockeyspeelster. In 2015 won Unsworth met de Engelse ploeg de Europese titel.
Unsworth won 2016 met de Britse hockeyploeg de gouden olympische medaille, door in de finale Nederland te verslaan na het nemen van shoot-outs.

## Erelijst

### Groot-Brittannië
- 2012 –  Olympische Spelen in Londen
- 2016 –  Olympische Spelen in Rio de Janeiro

### Engeland
- 2009 -  EK in Amstelveen
- 2010 -  WK in Rosario
- 2011 -  EK in Monchengladbach
- 2013 -  EK in Boom
- 2014 - 11de WK in Den Haag
- 2015 -  EK in Londen
- 2017 -  EK in Amstelveen
- 2018 - 6de WK in Londen